# 老鷄隆
老鷄隆，又寫為老雞隆，是臺灣苗栗縣銅鑼鄉的一個傳統地域名稱，位於該鄉東北部。相較於今日行政區，其範圍大致包括興隆村不含北部凸出部分、盛隆村北部凸出部分的西段及東段。

## 歷史
台灣清治末期至日治初期，老鷄隆地區為一街庄，稱為「老鷄隆庄」，隸屬於苗栗一堡。該庄北邊西段與七十份庄為鄰，北邊東段隔後龍溪與石圍墻庄為界，東與出磺坑庄為鄰，南邊為新鷄隆庄，西邊為竹圍庄、樟樹林庄。
1901年（日治明治三十四年）11月，全台廢縣廳改設二十廳，該庄隸屬於苗栗廳。1909年（明治四十二年）10月，合併二十廳為十二廳，該庄改隸屬於新竹廳。1920年（大正九年），廢十二廳改設五州二廳，該庄改制為「老鷄隆」大字，隸屬於新竹州苗栗郡銅鑼庄。
戰後銅鑼庄改制為銅鑼鄉，隸屬於新竹縣，大字亦改制為村。1950年桃、竹、苗分治，銅鑼鄉改隸屬於苗栗縣。

## 聚落
本地區發展較早的聚落有河底、長崀、黃梨坪、老鷄隆、大埔、員岌、石坑坪、烟林埔、員墩仔、杆楨林坑、羗園、陂頭坑、油房坑、水際坑（水寨下）、天花湖等，在日治期初期的官方地圖上已有記載。此外，本地區尚有廖厝、石坑、汴頭、水泗窩、水窩、社寮坪、高橋坑、新泥崎、硫磺坑等聚落。

## 交通
縣道119號是龍港至三義雙連潭的道路，大致以北北西—南南東走向轉西向東再轉北北東—南南西走向蜿蜒經過老鷄隆地區中部偏西地帶。由該道路向北北西轉北可前往銅鑼市區、三座厝、五湖、四湖店、東三湖、二湖、頭湖、烏眉、龍港並止於省道台61線（西部濱海快速公路）後龍交流道及台6線路口，向西南轉南可前往新鷄隆、雙連潭並止於縣道130號路口。

## 學校
- 興隆國小